# Viceversa (singolo)
Viceversa è un singolo del cantante italiano Francesco Gabbani, pubblicato il 6 febbraio 2020 come secondo estratto dall'album omonimo.

## Descrizione
Terza traccia dell'album, il brano è stato presentato per la prima volta dal vivo in occasione della partecipazione di Gabbani al Festival di Sanremo 2020, dove si è classificato al secondo posto nella serata conclusiva della manifestazione.
Il brano è stato scritto a quattro mani con Pacifico.

## Video musicale
Il video, reso disponibile il 6 febbraio 2020 attraverso il canale YouTube del cantante, mostra Gabbani gesticolare le parole della canzone.

## Tracce
Download digitale
1. Viceversa – 3:35

7"
- Lato A

1. Viceversa – 3:35

- Lato B

1. Viceversa (Instrumental) – 3:35

## Successo commerciale
Viceversa ha ottenuto un buon successo in Italia, arrivando secondo nella Top Singoli stilata da FIMI e nella top 5 di quella radiofonica stilata da EarOne. Al termine dell'anno è risultato il 23º brano più trasmesso dalle radio.

## Classifiche

### Classifiche settimanali
| Classifica (2020) | Posizione massima |
| ----------------- | ----------------- |
| Italia            | 2                 |
| Svizzera          | 55                |

### Classifiche di fine anno
| Classifica (2020) | Posizione |
| ----------------- | --------- |
| Italia            | 37        |